# Nyársas szarvas
A nyársas szarvas (Mazama bricenii) az emlősök (Mammalia) osztályának párosujjú patások (Artiodactyla) rendjébe, ezen belül a szarvasfélék (Cervidae) családjába és az őzformák (Capreolinae) alcsaládjába tartozó faj.

## Rendszertani helyzete
1999-ig ezt az állatot a kis nyársasszarvas (Mazama rufina) alfajainak vélték; bár egyesek még 1987-ben szétválasztották volna e két szarvast.

## Előfordulása
A nyársas szarvas előfordulási területe az észak-kolumbiai és a nyugat-venezuelai Andokban van. Az 1000-3500 méteres tengerszint feletti magasságok között található erdőkben és tundraszerű legelőkön él.

## Megjelenése
Kisméretű szarvasfaj. Mivel megjelenésben igen hasonlít a kis nyársasszarvasra sokáig egyazon fajnak vélték a kettőt.

### Fordítás
- Ez a szócikk részben vagy egészben  a   Merida brocket című angol Wikipédia-szócikk ezen változatának fordításán alapul.  Az eredeti cikk szerkesztőit annak laptörténete sorolja fel. Ez a jelzés csupán a megfogalmazás eredetét és a szerzői jogokat jelzi, nem szolgál a cikkben szereplő információk forrásmegjelöléseként.